# 萨加尔德
萨加尔德是德国梅克伦堡-前波美拉尼亚州的一个市镇。总面积27.93平方公里，总人口2512人，其中男性1246人，女性1266人（2011年12月31日），人口密度90人/平方公里。